# Plateau (São Tomé)
Plateau ist ein Ort im Hinterland des Distrikt Mé-Zóchi auf der Insel São Tomé im Inselstaat São Tomé und Príncipe. 2012 wurden 99 Einwohner gezählt.

## Geographie
Der Ort liegt abgelegen zwischen Java und Santa Luisa auf einer Höhe von ca. 500 m etwa 4 Kilometer südwestlich von Trindade.